# Danais
Danais é um género botânico pertencente à família Rubiaceae.